# Eparchie tchienťinská
Eparchie Tchien-ťin je eparchie čínské pravoslavné církve.

## Historie
Roku 1922 vznikl tchienťinský vikariát pekingské eparchie pod správou Ruské pravoslavné církve v zahraničí.
Církevní život v Tchien-ťinu byl velmi bohatý než např. v Šanghaji.
Roku 1950 vznikla samostatná tchienťinská eparchie. Zahrnovala farnosti v Tchien-ťinu a Čchin-tau. Dne 30. července 1950 se biskupem stal Simeon (Du). Již 26. září byl přeložen na šanghajský stolec a eparchie již neměla svého biskupa.

## Seznam biskupů

### Tchienťinský vikariát pekingské eparchie
- 1922–1925 Iona (Pokrovskij) svatořečený

### Eparchie tchienťinská
- 1950–1950 Simeon (Du)
  - 1962–1966 protojerej Nikolaj Li dočasný správce
  - 1997–2008 patriarcha Alexij II. dočasný správce
  - od 2008 patriarcha Kirill dočasný správce